# Журавский, Николай Афанасьевич
Никола́й Афана́сьевич Жура́вский (рум. Nicolae Juravschi; род. 8 августа 1964, Киркаешты, Молдавская ССР) — советский, румынский и молдавский гребец-каноист, четырёхкратный чемпион СССР, восьмикратный чемпион мира, двукратный чемпион Олимпийских игр (1988). Заслуженный мастер спорта СССР (1988). Лучший спортсмен Молдавии XX века (2001). Президент Национального олимпийского комитета Молдавии (с 2001 года).

## Биография
Николай Журавский родился 8 августа 1964 года в селе Киркаешты Каушанского района Молдавской ССР. Начал заниматься греблей на каноэ в возрасте 14 лет у Павла Кадникова. С 1983 года тренировался под руководством Александра Кирпиченко.
Наиболее значимых результатов добивался в конце 1980-х и в 1990-х годах, когда его постоянным напарником был Виктор Ренейский. В 1988 году они выиграли чемпионат СССР в классе каноэ-двоек на дистанциях 500 и 1000 метров и вошли в состав сборной страны на Олимпийских играх в Сеуле, где завоевали золотые медали в тех же дисциплинах. В последующие три года восемь раз побеждали на чемпионатах мира как в классе двоек так и четвёрок.
В 1992 году на чемпионате СНГ Журавский и Ренейский неожиданно проиграли белорусам А. Масейкову и Д. Довгалёнку и не были включены в состав Объединённой команды на Олимпийских играх в Барселоне. Чтобы всё же принять участие в этих соревнованиях Николай Журавский добился права представлять на них Румынию, однако румынскому экипажу двойки, в который вошёл также Георге Андриев выиграть наград там не удалось, на обеих дистанциях (500 и 1000 м) он занял лишь четвёртое место.
В дальнейшем Николай Журавский вернулся в Молдавию и выступал под её флагом с Виктором Ренейским. В 1995 году они стали серебряными призёрами чемпионата мира в Дуйсбурге на дистанции 500 метров, а в 1996 году выиграли серебряную медаль Олимпийских игр в Атланте в той же дисциплине.
В 2001 году Николай Журавский был признан лучшим спортсменом Молдавии XX века. В том же году стал президентом молдавского Национального олимпийского комитета и продолжает занимать этот пост уже более 20 лет.
В 2010 и 2014 годах избрался депутатом парламента Молдавии по спискам Либерал-демократической партии Молдовы (ЛДПМ). В 2015 году вышел из ЛДПМ и её фракции в парламенте, продолжив работу в нём в качестве независимого депутата.

## Награды
- Награждён орденом Дружбы народов (1988) и орденом Республики (1996).
- Юбилейная медаль «МПА СНГ. 20 лет» (11 апреля 2013 года, Межпарламентская ассамблея СНГ) — за вклад в развитие и совершенствование правовых основ функционирования Содружества Независимых Государств, модельного и национального законодательства государств — участников МПА СНГ, а также в укрепление международных связей и межпарламентского сотрудничества[2].